# Niveria suffusa
Niveria suffusa är en snäckart som först beskrevs av John Edward Gray 1827.  Niveria suffusa ingår i släktet Niveria och familjen Triviidae. Inga underarter finns listade i Catalogue of Life.